# Двалеті
Двалеті (груз. დვალეთი, ос. Туалгом) — історично-етнографічний регіон Грузії, нині у складі Північної Осетії Росії. Термін «Двалеті» нині зберігся лише як топонім, для позначення району навколо долини Кударо.

## Історія
До 1124 року Двалеті знаходився у складі Аланського царства. У 1125 році Двалеті був приєднанний до складу Грузіі Давидом IV.

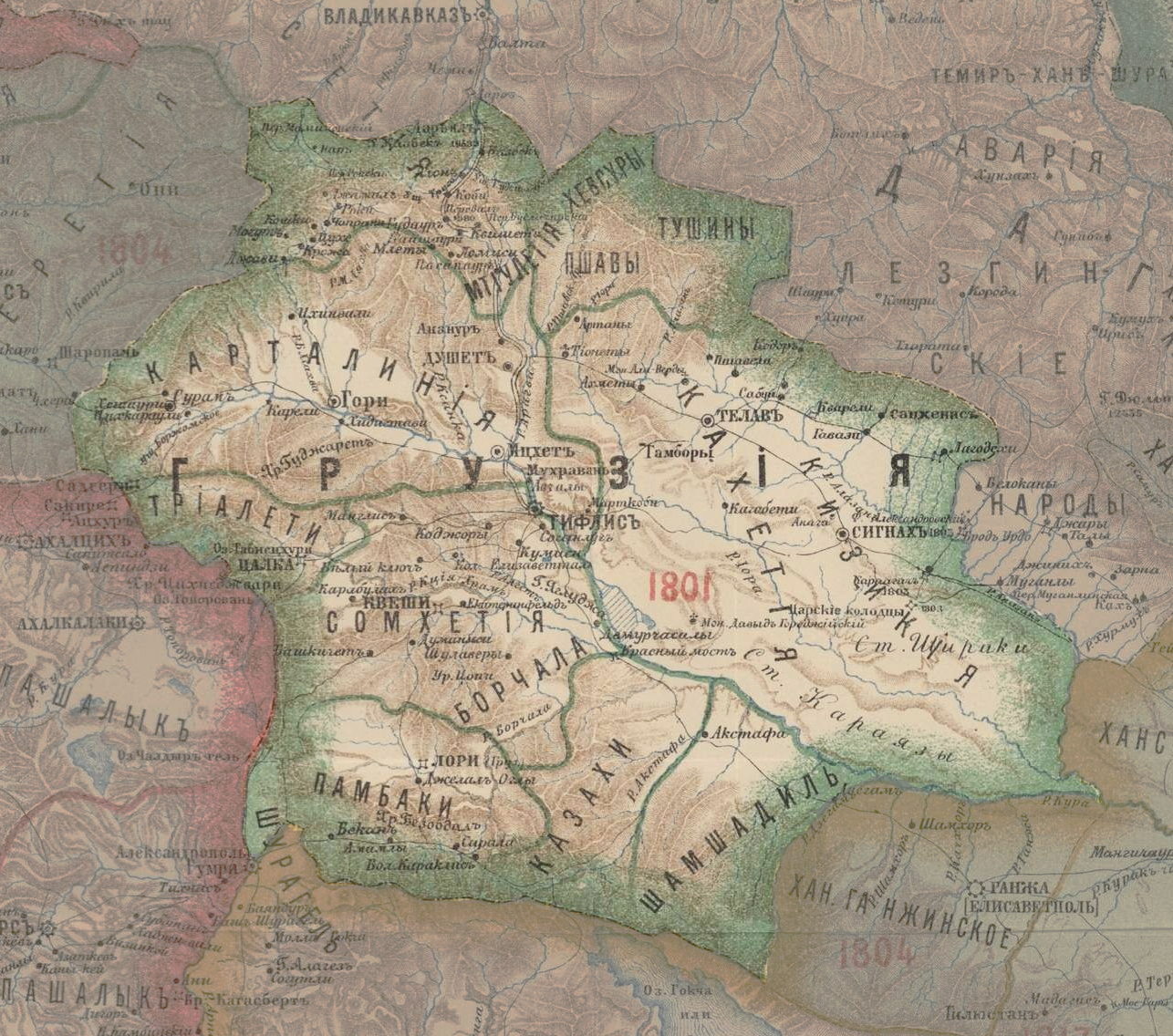
Мапа 1801 року, на якій Двалеті є частиною Картлі-Кахетинського царства

Так у VI столітті регіон Двалеті був охрещений і став частиною Нікозської єпархії Грузинської православної церкви, заснованої в V столітті царем Вахтангом I Ґорґасалі.
У Х столітті Хозарський каганат упав і на рівнинах північного Кавказу утворилася держава Аланія. У XIII столітті монголи знищують Аланську держава, і ті відходять на південь та займають Двалеті. У 1299 році алани були захопили Ґорі. Проте наступного року, 1320, грузинський цар Георгій V Блискучий звільнив місто, і вигнав аланів назад за Кавказ. До кінця XV століття алани стали осетинами.
З XV століття починається поселення осетин в регіон Двалеті, який населяли двали. Двали зникли повністю, були асимільовані осетинами чи відійшли на південь, не залишивши після себе ніяких слідів. Достеменно не відомо, до якої точно культури належали, та якою мовою розмовляли. Вахушті Баґратіоні писав, що раніше вони розмовляли давньодвальською мовою, але у XVIII столітті перейшли на осетинську мову.
За однією з версій двали розмовляли нахською мовою, тобто були картвельськими вайнахами. Проте вайнахи (чеченці та інгуші) будували похоронні комплекси, яких у Двалеті не виявлено зовсім.
За иншою версією двали належали до іберо-кавказької мовної сім'ї, були носіями мови, яка була близькою до занського діалекту, тобто були частиною картвельської етнографічної групи.
Згідно з іншою теорією, двали були осетино-мовними. В Вірменській географії Ашхарацуйц VII століття двали згадуются як аланське плем'я. В 1957 році в Двалеті була знайдена таблиця з надписами осетинською мовою яка датуется 1326 роком.
Північні кордони Картлі-Кахеті, де проживали осетини, ніколи точно не були встановлені. Після Російської експедиції в Південну Осетію в 1830 році грузинські феодали заявили о претензіях на територію східного Двалеті, хоча, фактично ніколи не контролювали ці території
3 квітня 1858 року, за наказом царського намісника на Кавказі А. Барятинського, Двалеті був виключений зі складу Тифліської губернії та приєднаний до Терського округу.

## Територія
За словами Вахушті Баґратіоні регіон Двалеті, станом на  1735 рік, включав декілька ущелин, а саме: Касріс-Кхеві, Зрамаґа, Жґеле, Нара, Зроґо та Заха.